# 埃斯普尼亞山脈

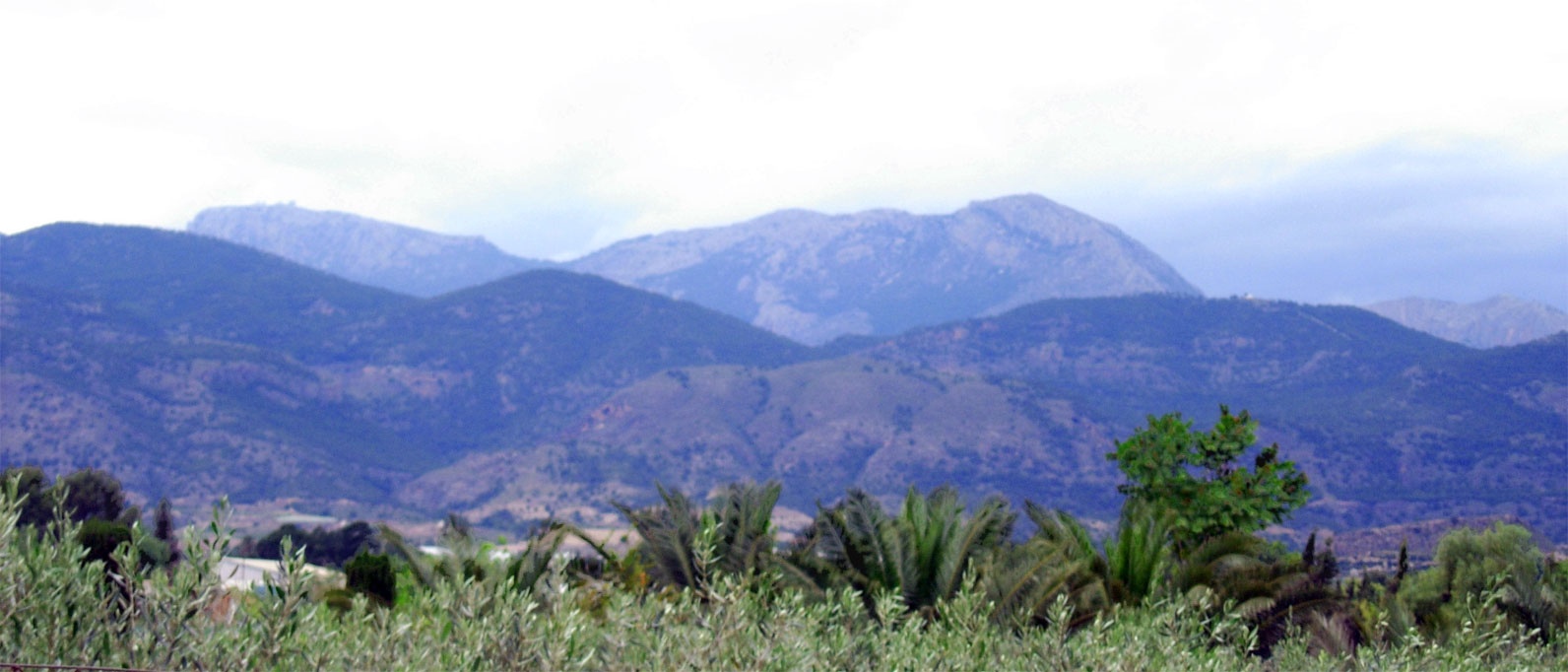

埃斯普尼亞山脈（西班牙語：Sierra Espuña），是西班牙的山脈，位於該國東南部莫西亞自治區，屬於貝蒂科山脈的一部分，面積73平方公里，最高點海拔高度1,583米。